# Loudoun United FC
Loudoun United FC is een Amerikaanse voetbalclub uit de hoofdstad Loudoun County. De ploeg werd in 2018 opgericht als reserveteam van D.C. United en debuteerde in 2019 in het USL Championship.